# SpaceX CRS-8
SpaceX CRS-8, també coneguda com a SpX-8, va ser una missió del programa Commercial Resupply Service a l'Estació Espacial Internacional (EEI) que va ser llançada el 8 d'abril de 2016, a les 20:43 UTC. Va ser el 23è vol d'un coet Falcon 9, el desè vol per la nau espacial de subministrament no tripulada Dragon de SpaceX i la vuiena missió operacional de SpaceX contractada per la NASA sota un contracte de Commercial Resupply Services. La càpsula va transportar 3100 kg de càrrega a l'EEI, inclòs el Bigelow Expandable Activity Module (BEAM), un prototip d'hàbitat espacial inflable lliurat a través del tronc del vehicle, que romandrà acoblat a l'estació durant dos anys de proves de viabilitat en òrbita.
Després de transportar la càrrega útil a la seva trajectòria orbital, la primera etapa del coet va tornar a entrar a les capes més denses de l'atmosfera i va aterrar verticalment a la plataforma d'aterratge oceànica Of Course I Still Love You nou minuts després del llançament, aconseguint una fita molt sol·licitada en programa de desenvolupament del sistema de llançament reutilitzable d'SpaceX.
La primera etapa de Falcon 9 recuperada (SN:B1021) a partir d'aquesta missió es va convertir en el primer a volar de nou, el llançament del satèl·lit SES-10 el 30 de març de 2017.